# Sisante
Sisante è un comune spagnolo di 1 758 abitanti situato nella comunità autonoma di Castiglia-La Mancia.